# Ювенильные воды

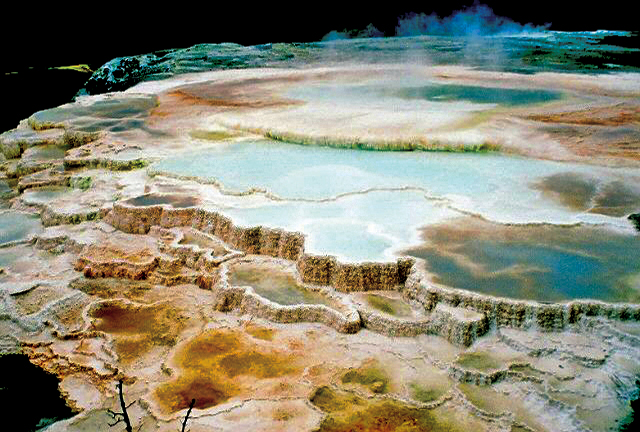
Ювенильные воды
Йеллоустонский национальный парк

Ювени́льные во́ды (с лат. — «juvenilis» — букв. «юный») — глубинные воды, своим происхождением связаны с процессом охлаждения магматических очагов. Они образуются из кислорода и водорода, выделяющихся из магмы, и впервые вступают в круговорот воды в природе.

## Происхождение ювенильных вод
Теория ювенильного происхождения подземных вод впервые была разработана и выдвинута австрийским геологом Эдуардом Зюссом в 1902 году. По его мнению, они возникают из водяного пара и газообразных продуктов, выделяющихся из расплавленной магмы в глубоких недрах земли. Продвигаясь в высшие зоны земной коры, эти вещества конденсируются, вследствие чего и образуются скопления воды. В далеком геологическом прошлом ювенильные воды занимали больший удельный вес, но с течением времени, по мере того как охлаждалась земная кора и уплотнялись осадочные породы, влияние магмы уменьшалось и формирование ювенильных вод замедлялось.

## Выход на поверхность
Поступление ювенильных вод происходит, во-первых, при извержении вулканов, а во-вторых, из магматических тел, расположенных на глубине, в которых первоначально может содержаться до 7-10% воды. В процессе кристаллизации магмы и образования магматических пород вода «отжимается», и далее постепенно поднимается вверх (по разломам и тектоническим трещинам), поступает в земную кору и местами иногда выходит наружу. Следует отметить, что ювенильные воды поступают на поверхность уже в смешанном виде, так как на своем пути пересекают различные горизонты подземных вод иного происхождения.